# عرفان
عرفان، در لغت به معنی «شناختن» است و برمبنای ریشه عَرَفَ در زبان عربی می باشد. تاکنون چندین کلمه از آن مشتق شده است. مانند اِعتِراف، مُعرِّف، مَعروف، عارِف، تعارُف، تعریف و... ؛ عرفان در اصطلاح به ادراک خاصی گفته می‌شود که از راه تمرکز بر باطن نفس (نه از راه تجربهٔ حسی و نه از راه تحلیل عقلی) به دست می‌آید و در جریان این سیر و سلوک معمولاً مکاشفاتی حاصل می‌شود که شبیه به «رویا» است و گاهی عیناً از وقایع گذشته یا حال یا آینده حکایت می‌کند. در تعریفی دیگر، به مفهوم شناختی «رازگونه و نهانی» خمیرمایهٔ افکار بلند و آداب تأثیرگذاری است. برای یافتن و پیوستن به حقیقت، از طریق شهود، «تجربه درونی» و «حال» که نشانه‌های آن، در مکاتب مختلف جهان، اعم از عقاید بِرَهمَنها، بودائی‌ها، رواقیان، نسطوریان، مهریان (میترائیسم)، عقاید مسلمانان ، عقاید افلاطونیان جدید، فرامین زرتشت و  کتاب کابالا  عرفان سیاسی یهودیت، که به توضیحات فرقه کابالا از آیین یهود می پردازد، همچنین اعتقادات سرخ‌پوستان آمریکا به چشم می‌خورد. این حوزه مطالعاتی میان رشته ای تقریبا‌ً جدید؛ امروزه تحت عنوان رشته ادیان و عرفان در مراکز آموزش عالی ایران و نیز بعضاً در دیگر کشورهایی که عمدتاً در جنوب شرقی قاره آسیا قرار دارند نظیر چین، مالزی و اندونزی جای دارد. مصداق حقیقت در عرفان الهی، وجود خدا است. عرفان، شناختی حقیقت‌گرایانه و تلاشی عمل‌گرایانه فراتر از واقع‌گرایی حسی_عقلی و آرمان‌گرایی تصوری است؛ از این رو این مرام با رازگونگی و غیب‌باوریِ آمیخته از «عشق» و «ذوق» و «اشراق»، همراه است.
عرفان، نوعی روش برای حصول و رسیدن به حقیقت است؛ و با این فرضیه بنا شده‌است که عقل و حواس پنجگانه، به دلیل خطاهای ادراکی، قابل اِتکا نیستند و به تنهایی، قادر به درک حقیقت نیستند و از این رو، به نوعی تلاش برای درک به واسطه سلوکی خاص در پی حقایق نیاز است که به آن عرفان می‌گویند. همچنین گفته می‌شود که عرفان، شناخت قلبی است که از طریق کشف و شهود، نه بحث و استدلال، حاصل می‌شود و آن را علم وجدانی هم می‌خوانند. کسی را که واجد مقام عرفان است، عارف می‌گویند. عرفان در بسیاری از اقوام و ملل و مذاهب مختلف جهان و حتی مکاتب فلسفی رایج است. در دستگاه فلسفی اسلامی که فارابی، ملاصدرا و ابن سینا از سردمداران آن هستند، آنها پنج اصل بنیادین را برای رسیدن به حالات تصوف انجام میدادند. ۱-حواس ۲-عقل ۳-قلب ۴-شهود ۵-وحی الهیٰ.  گاهی صوفیان برای افزایش و رونق جریان تصوف پیش از اجرای مراسم حتی از گیاهانی مانند ماری‌جوآنا و خشخاش تازه استفاده می کردند. در شواهد مختصری ایلامیان باستان، آزتک‌ها، مادها و پارت‌ها‌،  هخامنشیان، ساسانیان، دوران خلفای عباسی، بنی امیه و... در مواردی این مصارف  را داشته اند.

## بسامد وقوع تجربیات عرفانی
در سال ۱۹۷۹ در مطالعه‌ای به سرپرستیِ دیوید هِی David Hay از سؤال‌شوندگان پرسیده شد آیا تجربه‌ای عرفانی داشته‌اند یا خیر. ۲۹٫۴٪ جواب مثبت دادند که از آن‌ها ۲۰٫۲٪ تجربه‌ای از حضورِ یک ذات و ۹٫۲٪ تجربه‌ای از حسِ وحدت و یگانگی با هستی یا ذاتی دیگر داشتند.

### تجربیات عرفانی و فیزیولوژی مغز
مایکل پرسینگر و همکارانش در دانشگاه لورنتیان به تحقیق دربارهٔ رابطهٔ بین حس حضورِ خدا یا ذات‌ها و نفوسِ دیگر با فعالیت‌های مغز پرداختند. آن‌ها با استفاده از کلاهی به نام کلاه کورِن Koren helmet، که بعداً به کلاهِ خدا معروف شد، یک میدان مغناطیسی را بر نقاط مختلف مغز متمرکز می‌کردند. با ایجاد تغییرات خفیفی در میدان مغناطیسی در ناحیهٔ لوب گیجگاهیِ سیستم لیمبیک راستِ مغزِ افرادْ مشاهده شد که بعضی از آن‌ها حضورِ موجودات یا ذات‌هایی بدون صورت و بدن را در اطرافِ خود حس می‌کردند. گاهی یک ذات و گاهی چند ذات. حتی می‌توانستند محل حضور آن‌ها را نیز مشخص کنند. تجربیاتِ همهٔ افرادِ تحت مطالعه یکسان‌نبود. بعضی اظهار می‌کردند حضور خدا را حس می‌کنند. بعضی اظهارِ حالت خلسه و سرخوشی داشتند. بعضی احساس یگانگی با جهان می‌کردند. از دید مایکل پرسینگر علاوه بر محرک‌های الکتریکی، محرک‌های شیمیایی و محرک‌های زندگیِ اجتماعی نیز می‌تواند لوب گیجگاهی را تحریک کند.

## عرفان و ادیان
در عرفان‌های منتسب به ادیان، حقیقت وجود خداست و رسیدن به او غالباً از طریق زهد (و جذبه) است.
توجه به امور معنوی، زهد و پرهیزگاری و بی‌اعتنایی به امور مادی و انصراف و بی‌توجهی به دنیا از ویژگی‌های عمومی مذاهب و ادیان است، در برخی ادیان مانند دین موسوی نشانه‌های این مطلب اندک است، ولی در بعضی آیین‌ها مانند مسیحیت و آیین بودایی و تائوگرایی و دیگران این مطلب قوی‌تر است.
در تورات، انجیل و قرآن و کلمات بودا، لائوتسه، مانی و مزدک نیز چنین مطالبی به وفور یافت می‌شود.
به باور بسیاری، عرفان زاییده و مولود دین می‌باشد ولی به تازگی این باور که عرفان (که کشف سوالات اساسی بشریت توسط احساسات می‌باشد) مادر دین است؛ با این توجیه که عرفان متعلق به قشر خاص و معدودی از افراد جامعه بشری می‌باشد که با گوشه‌گیری و ریاضت و گذشتن از نفسانیات و تکیه بر احساسات و امور ماورائی به این مهم می‌رسند.

### عرفان بودائی
عرفان بودایی یا آیین بودا در ده جز تقسیم می‌شود:
1. چهار حقیقت عالی
2. راه هشت‌گانه عالی
3. سیر درون
4. مقامات معنوی
5. سنساره و ذمه
6. زنجیر عالی
7. نظر بودا دربارهٔ خود
8. سه نشانه
9. نیروانا: ذات بی‌مرگی
10. راه به سوی نیروانا: از رهروی تا آرهات[نیازمند منبع]

### عرفان هندی
جوکیان هند راه وصول به عرفان را خشن‌پوشی و ریاضت دانسته و قناعت و خرسندی را نردبان معرفت خدا شناخته‌اند و «اسنی» های یهود Essenciens و پارسایان مسیحی مسمی به «گوشه‌گیران» نیز پس از آن‌ها چنین راهی داشته‌اند.
عرفان هندی که از آن به یوگا «Yoga» تعبیر می‌شود مانند ادیان هندی بر این پایه استوار است که انسان چگونه وجود جزئی و محدود خود را در وجود کل فانی سازد؟

### عرفان یهود
عرفان یهود از جمله به وسیله فلسطینیان یا فرقهٔ ربانیم ترویج شده که تعالیم آن‌ها در تلمود جلوه‌گر است و نیز فرقهٔ یهود اسکندریه که عرفان یهود را با روش حکیمان یونان درآمیختند؛ و حکمت اسکندرانی افلوطین که مظهر کاملی از عرفان و ترکیبی از حکمت افلاطون و علم کلام یهود و دیگر عوامل است. حکمت گنوسی نیز نوعی عرفان به‌شمار می‌رود و آن نیز در حقیقت عرفان شرقی پیش از روزگار عیسی است که در اوایل تاریخ میلادی با آیین مسیحی درآمیخت و رنگ مسیحیت به خود گرفت که برخی آن را از عقاید یهود پیش از روزگار عیسی و برخی برگرفته از افکار معنوی مصریان یا ایرانیان قدیم می‌دانند.

### عرفان مسیحی
عرفان مسیحی نیز دنبالهٔ عرفان یهود است. ریشه و اساس این تعالیم را در زندگی مسیح و حواریان او در روح‌القدس، در انجیل یوحنا و در اعمال رسولان می‌توان یافت. گذشته از این، غسل تعمید و عشاء ربانی و قیام مردگان نیز خود از عناصر عرفانی خالی نیست.

#### عرفان آلمانی
اصطلاح «عرفان آلمانی» را برای نخستین بار، کارل روزنکرانتس (1879-1805)، فیلسوف و شاگرد هگل، در نقدی که بر انتشار آثار هاینریش زویزه (یکی از شاگردان مایستر اکهارت) در سال ۱۸۲۹ توسط ملشیور دیپنبروک، نگاشته است و در سال ۱۸۳۱ در «سال‌نامه‌های برلینی نقد علمی» به چاپ رسید، به کار برده است. روزنکرانتس به این برداشت رسیده بود که مایستر اکهارت نظام اسکولاستیکی را متزلزل ساخته است و بدین جهت از هموارکنندگان راه نهضت اصلاح دینی (پروتستانتیسم) به شمار می‌رود. تحقیقات و مطالعات بعدی درباره‌ی اکهارت نشان داد که این برداشت، نادرست است. اما اصطلاح «عرفان آلمانی» از زمان روزنکرانتس به عنوان تعبیری کلی برای اشاره به متون عرفانی آلمانی‌زبان، به ویژه آن متونی که در قرن چهاردهم رواج یافتند، تثبیت شد.

### عرفان مانوی
مذهب مانی (۲۱۵–۲۷۶م) آمیزه‌ای از آیین‌های زرتشتی - مسیحی - بودایی و فلسفهٔ یونانی و اساطیر قدیم است. به عقیدهٔ مانی جهان از دو عنصر روشنایی و تاریکی پیدا شده و پایهٔ آن بر نیکی و بدی است؛ ولی اصل چنان است که سرانجام روشنایی از تاریکی جدا خواهد شد و بر آن پیروز خواهد گشت. وظیفهٔ یک مانوی این است که این دو عنصر یعنی نور و ظلمت را از هم جدا سازد و آمیزش آن‌ها را به هم زند. اما این کار از یک راه ممکن است و آن اینکه: وجود خویش از بدی و فسادی که منسوب به تاریکی است، پاک کند؛ و از لذات این جهانی چون زن خواستن و گوشت خوردن و شراب خوردن و مال گردآوردن و نفس پرستیدن خودداری کند. کم و بیش شباهتی در اصول این دین با تصوف وجود دارد.

### عرفان اسلامی
در اسلام نیز آیات گوناگون در قرآن، زهد و پارسایی و بی‌اعتنایی به امور دنیوی را مایه خشنودی خدا از بنده و سبب وصول او به مراتب و مقامات برتر و نزدیکی به پروردگار شمرده‌است. به اعتقاد مسلمانان، عرفان اسلامی عالی‌ترین روش، علم [یا جهان‌بینی] خداجویی است و حقیقت آن برآمده از متن اسلام است که در دامن فرهنگ اسلامی، رشد و تکامل پیدا کرده‌است. بنا بر باور مسلمانان، عرفان اسلامی کامل‌ترین نوع عرفان را در جهان به وجود آورده‌است و از نظر آنان، عرفان اسلامی در میان مکاتب [روش‌ها] و دیگر علوم اسلامیِ جهان‌نگر مانند فلسفه، کلام و اخلاق به مراتب با تعالی و جدیت بیشتر به دنبال حقیقت و خداجویی است و می‌توان از آن به‌عنوان یک علم یاد کرد.

#### سلوک عرفانی
معنی لغوی واژه سلوک، «سِیر» است. فردی که در مسیر شناخت حقیقی یا خودشناسی سیر می‌کند را «سالِک» می‌نامند. سیر و سلوک عرفانی مشتمل بر دو مرحله اصلی است که شامل «سیر الی الله» و «سیر فی اللهّ» می‌باشد. بنا به گفته عرفا، سیر الی الله دارای نهایت است، ولیکن سیر فی الله نهایتی ندارد. سیر الی اللهّ بدبن بدین معنی است که سالک چنان سیر می‌کند که از هستیِ نفسانیِ خود، نیست می‌شود و به هستی خدا، هست می‌گردد. به کلام دیگر، به خدا زنده، دانا، بینا، شنوا و گویا می‌گردد. سالک در مراحل ابتدایی سلوک، می‌پندارد که نفس موجودی واقعی است، ولیکن در مراحل بعدی، آن پندار از بین می‌رود و به یقین درک می‌کند که «هستی» تنها از آن خداست و بس. سالک در مسیر سلوک بدانجا می‌رسد که اشیاء و حکمت آنها را، آنگونه که حقیقتاً هستند به تفصیل و به تحقیق می‌بیند و می‌داند به نحوی که هیچ چیزی در عوالم مُلک، ملکوت و جبروت بر وی پوشیده نمی‌ماند. دسته ای از عرفای ایران، بر این باورند که ممکن است سالک بتواند همه مواردی که گفته شد را بداند و نادانسته ای برای وی باقی نماند، ولی گروه دیگری از عرفا، بر این قائل هستند که چون عمر انسان کوتاه است و حکمت و علم خدا بسیار، فلذا سیر فی الله نهایتی ندارد.

#### شریعت، طریقت، حقیقت
در واقع، اسلام از دو سلسلهٔ ظاهر و باطن، یعنی شریعت و طریقت، که لازم و ملزوم یکدیگرند، تشکیل شده‌است؛ که یکی بدون دیگری اثر نبخشد و هر دو در کنار هم معنا می‌دهد که آن معنا و ثمرهٔ این دو، حقیقت است. لازم به بیان است که این موضوع فقط مربوط به اسلام نیست، بلکه در سایر ادیان نیز صدق می‌کند. دانایان دو سلسله همیشه با هم بوده‌اند و هستند، منتهی این اختلافات ظاهری از سوی نادانان دو طرف است و ربطی به دانایان و اصل راه و روش ندارد. در رساله پند صالح، مؤلف آن صالحعلیشاه، دربارهٔ این دو رشته (یعنی شریعت و طریقت) اینگونه یاد می‌کند: «چه در احکام ظاهر و شریعت، و چه آداب باطن و طریقت، که این هر دو نباید از هم جدا باشد که بدون یکدیگر نتیجه نبخشد. شریعت اعمال راجع به تن و طریقت راجع به دل است. شریعت آراستن ظاهر است به طاعت، طریقت پاکیزه نمودن باطن است به اخلاق پسندیده و دوستی و یاد خدا و روشن ساختن دل به شناختن او. پس این هر دو مانند مغز و پوست بلکه مانند لفظ و معنی است و مانند جان و تن یا چراغ و روشنایی آن یا مانند دوا و اثر آن و جمع بین ظاهر و باطن و شریعت و طریقت از اختصاصات سلسله نعمت‌اللّهیه بوده و هست…».
برخی از عرفا رابطه شریعت، طریقت و حقیقت را به بادام تشبیه کرده‌اند. به این معنی که هدف رسیدن به مغز بادام است اما راه رسیدن عبور از پوسته بادام است. شیخ محمود شبستری می‌گوید: «شریعت پوست مغز آمد حقیقت | میان این و آن باشد طریقت.

#### عرفان اسلامی و تصوف
دربارهٔ عرفان از دو جنبه می‌توان بحث و تحقیق کرد: یکی از جنبهٔ اجتماعی، و دیگر از جنبهٔ فرهنگی.
عرفان اسلامی به دو دسته نظری و عملی تقسیم می‌شود
عارفان با سایر طبقات فرهنگی اسلامی از قبیل مفسرین، محدثین، فقها، متکلمین، فلاسفه، ادبا و شعرا یک تفاوت مهم دارند و آن اینکه علاوه بر اینکه یک طبقهٔ فرهنگی هستند و علمی به نام عرفان را به وجود آوردند و دانشمندان بزرگی در میان آن‌ها ظهور کردند و کتب مهمی نیز تألیف کردند، یک فرقهٔ اجتماعی در جهان اسلام به وجود آوردند با مختصاتی مخصوص به خود، برخلاف سایر طبقات فرهنگی مثل فقها و حکما و غیره، که صرفاً طبقهٔ فرهنگی هستند و یک فرقهٔ مجزا از دیگران به‌شمار نمی‌روند.
اهل عرفان هرگاه با عنوان فرهنگی خود، یاد شوند با عنوان «عارفان» و هرگاه با عنوان اجتماعی‌شان یاد شوند غالباً با عنوان «متصوفه» مورد خطاب قرار می‌گیرند.

## عرفان‌های نوظهور
عرفان‌های نوظهور مجموعه جنبش‌های معنوی مدعی ارمغان آرامش و شادی درونی و رستگاری برای بشر می‌باشند و عموماً با عرفان‌های دینی و سنتی، تفاوت‌های اساسی دارند و در مواردی در تقابل قرار می‌گیرند، از این‌رو این مرام‌های نوپدید از دیدگاهِ سنتی بعضی ادیان از جمله اسلام غیرقابل پذیرش و کاذب خوانده می‌شوند. بعضی عرفان‌های سنتی و قدیمی که در یک منطقه به‌تازگی وارد می‌شوند نیز نسبت به آنجا نوپدید تلقی می‌شوند. مهم‌ترین تفاوت عرفان‌های نوپدید با عرفان‌های دینی در غایت آنهاست، چرا که غایت در عرفان‌های نوظهور لزوماً خدا نیست، بلکه کسب آرامش برای انسان است، هر چند ممکن است خدا به عنوان یک عامل مهم مطرح باشد، درحالی‌که عرفان دینی به‌خصوص اسلامی خدامحوری است (هدف فناء فی الله است) نه انسان محوری.